# Eerste Nederlandsche Vliegvereeniging

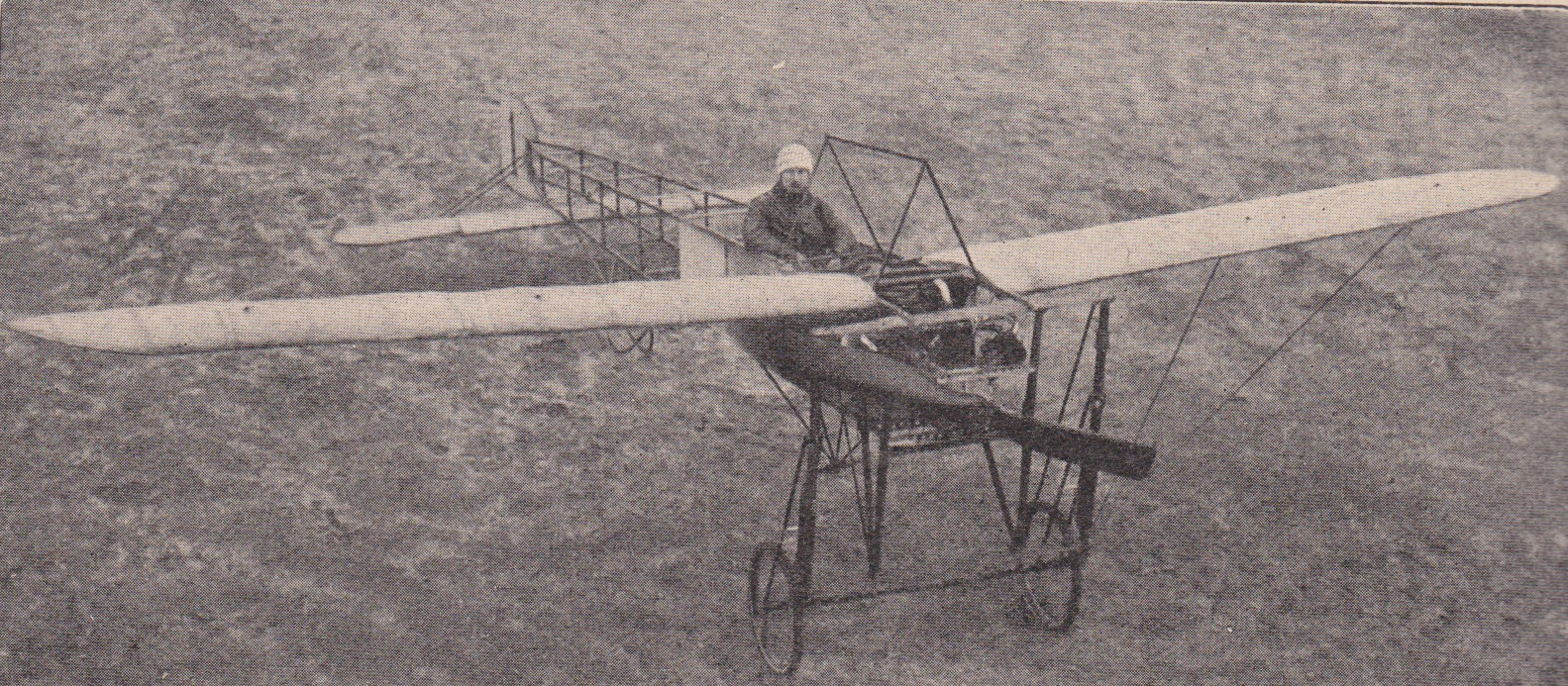
De heer Adr. Mulder, aviateur aan de vliegschool te Rijen (N.-Br.), in zijn vliegmachine tijdens de goedgeslaagde landing en vol plané; het toestel is geheel in de werkplaats van de 1ste Ned-Vliegvereeniging te Rijen vervaardigd De Prins der Geïllustreerde Bladen, Februari 18, 1911, p. 96

Eerste Nederlandsche Vliegvereeniging (ENV) was de eerste vliegschool van Nederland. Tevens was men hier als enige school bevoegd de vliegbrevetten uit te geven. Men vloog op de Molenheide (thans vliegbasis Gilze-Rijen). De vliegschool is ook bekend als Vliegschool- of Vliegkamp Molenheide.
De vliegschool werd opgericht op 8 februari 1910 door een aantal vooraanstaande heren uit de regio Breda, waaronder de heer Heerma van Voss. Op 28 augustus was de officiële ingebruikname van het vliegveld. De Engelsman Ernest Archer werd aangesteld als directeur. Hij werd echter al snel vervangen door H.F. Lütge.
De ENV sloot zich aan bij de Vakafdeling van de Aviatiek van de NVvL. Zodoende was men ook aangesloten bij het FAI en was men als eerste vliegschool van Nederland bevoegd om vliegbrevetten uit te geven. 
Een paar maanden later, in november, opende de firma Verwey & Lugard haar vliegscholen op Soesterberg en in Ede.
In 1911 werden de eerste Nederlandse vliegbrevetten afgegeven aan Adriaan Mulder, Henri Bakker en Jan van Bussel (echte naam Joseph Maurer). Later volgde ook Heinrich van der Burg (nr. 6) en Frits Bahle (nr. 5). Heinrich werd in eerst aangesteld als hoofd-constructeur, haalde zijn vliegbrevet en werd directeur als opvolger van Lütge. Ook Frits Bahle begon als constructeur en bouwde een Blériot XI voor de ENV.
In 1913 werd het vliegveld overgenomen door de LVA, waarmee de ENV ten einde kwam.